# Raka Miličevič
Radojica Milićević, známější pod uměleckým jménem Raka Milićević (7. ledna 1946, Koševi, Srbsko), je akademický malíř a psaligrafik srbského původu žijící dlouhodobě v České republice.

## Život
Raka Milićević se narodil 7. ledna 1946 ve vsi Koševi u města Kruševac v Srbsku. V Kruševci následně absolvoval první čtyři třídy základní školy v Čitluku a zbytek na základní škole Dositeje Obradoviće. Následně zde vystudoval průmyslovou školu 14. října a Vyšší pedagogickou školu.
Pro své další studium si vybral po přestěhování do Prištiny Akademii výtvarných umění na tamní univerzitě. Po dokončení studia se vrátil do Kruševce, kde maloval ve vlastním ateliéru, který tehdy získal od magistrátu v ulici Zakićeva, když vyhrál soutěž o nejhezčí obraz jugoslávské mezirepublikové společnosti kultury. Mimo to učil na základních školách v Kupci, Laćisledu, Globoderu a Žabaru jako učitel. O práci ve škole, která ho bavila, nakonec přišel, a tak začal hodně cestovat. Během tohoto období procestoval například Itálii, Francii, Rakousko, Maďarsko, Německo, Tunisko, Maltu, Katar a další, aby se nakonec v roce 1989 usadil v Československu, které ho učarovalo už při studiích především díky Čechům a jejich klidné povaze.
V Česku se oženil a má dva syny a jednu dceru. Svou ženu poznal, když mu dělala asistentku. Většinu roku žije se svou rodinou, ale během letních měsíců odjíždí do své rodné Koševi, kde žije v domě své matky. V jeho rodném domě ve stejné vsi je galerie jeho díla a fotografií ze svého života i jeho rodiny. V domě plánuje udělat ateliér, kde by mohl vystavovat společně se svými syny a studenty svá díla.
Kromě původního malířství se postupně začal ke konci 80. let věnovat také vytvářením portrétových siluet z papíru pomocí psaligrafie. V technice se postupně velmi zdokonalil, až byl schopen stříhat siluety například se zavázanýma očima nebo s rukama za zády. Postupně se tak začal stávat známým právě pro své psaligrafické schopnosti a vytvořil také navazující techniky psalitypie 1 a psalitypie 2, jejichž smyslem je vytváření otisků psaligraficky vytvořených siluet.
V průběhu let se začal věnovat vytvářením rekordů v rámci těchto technik. K tomu ho původně navedlo chování jeho asistenta, který prodával jeho siluety se slovy, že je Raka Milićević zapsán v Guinessově knize rekordů, což tehdy ještě nebyla pravda. Že lidem takto lže ho rozčarovalo a tak ihned zavolal do agentury spolupracující s Guinessem a začal usilovat o překonání jednoho z rekordů. Kromě rekordů v technikách psaligrafie a psalitypie má i rekordy ve vytahování lahví. Je tradičním účastníkem setkání pelhřimovských rekordmanů na akci Pelhřimov – město rekordů.
Během svého života vytvářel siluety nejrůznějších českých, srbských i světových osobností, mezi nimi je například Václav Klaus, básnířka Desanka Maksimovićová, básníci Dobrica Erić a Miroslav Antić, japonská princezna Masako, Jean Paul Belmondo, politik Vladan Batić a mnoho dalších.

## Zaznamenané rekordy
- 11. září 1997 – Portrétování na čas: V Pelhřimově na náměstí během natáčení seriálu Rekordy a kuriozity vystřihl psaligrafií během 30 minut 58 portrétů[6]
- 13. června 1998 – Portrétování na čas: V Pelhřimově vystřihl během 60 minut na festivalu Pelhřimov – město rekordů 170 portrétů[6]
- 9. června 2001 – Portréty na čas: během jedné hodiny vystřil na festivalu rekordů a kuriozit v Pelhřimově 215 psaligrafických portrétů návštěvníků[5][7][8]
- 8. června 2002 – Během festivalu rekordů a kuriozit v Pelhřimově vytvořil vlastní metodou psalitypií 20 pohlednic siluet návštěvníků během jedné hodiny[7]
- 12. června 2004 – Nejvíce portrétů složených metodou psaligrafie II (sestavování portrétů z předem připravených částí): na festivalu Pelhřimov – město rekordů vytvořil během hodiny 58 portrétů[9]
- 12. června 2004 – Nejvíce portrétů poslepu: během 30 minut vystřihl poslepu 34 portrétů návštěvníků festivalu Pelhřimov – město rekordů[9]
- 8. červen 2007 – Nejvíce portrétů: během 39:48,3 min vytvořil spolu s návštěvníky akce 23,8 metrů dlouhý[8] papírový pás ze siluet lidských tváří[10] pomocí vlastní techniky psalitypie II.;[8] zaneseno bylo 53 portrétů[10]
- 9. listopadu 2008 – Portrétování na čas: v Liberci v OC Nisa vystříhal během 58:14,29 min 100 portrétů, z toho jednoho psa[8]
- 11. června 2010 – Rychlostní stříhání portrétů se zavázanýma očima: psaligrafií vystřihl šest portrétů za 4:05 min po tom, co si prohlédl všech šest předloh a potom mu byly zavázány oči[4]
- Nejvyšší láhev od Coca-Coly: standardní láhev o objemu 0,2 litru roztavil v elektrické peci a vytahováním ji zvýšil z původních 20 na 172 cm[4]
- Nejvyšší láhev od piva: lahev o objemu 0,5 litru vytáhl na 2,08 metru výšky, dvě takové lahve jsou umístěny v Muzeu rekordů a kuriozit v Pelhřimově[3]
- Nejmenší kniha se siluetami: kniha má rozměr 1,3 x 1,3 mm a roku 2005 za ni obdržel certifikát o složení světového rekordu.[1]
- Nejvíce portrétů složených metodou psaligrafie II: v rámci festivalu Pelhřimov - město rekordů poskládalo 101 návštěvníků za 3:15 hod 101 portrétů[11]
- 12. června 2020 – Nejrychleji vytvořená psaligrafická výstava: v rámci akce Rekordy v karanténě vytvořil psaligrafií za 60 minut 12 portrétů jedenácti známých osobností (Petra Kvitová, Lucie Bílá, Jaromír Jágr, Václav Klaus, T. G. Masaryk v čapce, T. G. Masaryk v klobouku, Miloš Zeman, Barack Obama, Lukáš Krpálek, Adam Mišík, Cristiano Ronaldo, Novak Djoković) podle obrázku na počítači; siluety byly v rámci těchto 60 minut vlepeny do pasparty spolu s citátem dané osobnosti, čímž byla vytvořena výstava, jež je součástí expozice Muzea rekordů a kuriozit v Pelhřimově[12][13]